# كيليتشي إيهياناتشو
كيليتشي إيهياناتشو (بالإنجليزية: Kelechi Iheanacho Zeal)‏ (12 يوليو 1981 بآبا في نيجيريا - ) هو لاعب كرة قدم نيجيري في مركز الهجوم. لعب مع جوليوس بيرجر وفيسوا كراكوف ونادي إنييمبا إنترناشونال ونادي فاساس وويدزي لودز وفيسلا بوك ‏ وأوستروفيتش شفايتوكرجيسكي ‏ وElana Toruń ‏ وفافل كراكوف ‏ وStomil Olsztyn S.A. ‏.

## وصلات خارجية
- كيليتشي إيهياناتشو على موقع قاعدة بيانات كرة القدم.إي يو (الإنجليزية)
- كيليتشي إيهياناتشو على موقع عالم كرة القدم.نت (الإنجليزية)